# Maphevu Dlamini
Maphevu Harry Dlamini (31 marzo 1922 – 25 ottobre 1979) è stato un politico swati, che è stato Primo ministro dello Swaziland dal 31 marzo 1976 al 25 ottobre 1979.

## Biografia
Dlamini era un membro della Casata di Dlamini, la famiglia reale dello Swaziland, e prestò servizio anche nell'esercito del paese, dove raggiunse il grado di maggiore generale.
Dopo la sua nomina a primo ministro, sostenne la politica del re Sobhuza II, che abolì il regime parlamentare il 25 marzo 1977. Dlamini morì mentre era ancora primo ministro.